# Air California
Air California (с англ. — «Небесная Калифорния») — местная авиакомпания, созданная в 1966 году бизнесменами из Ньюпорт-Бич для выполнения воздушного сообщения округа Ориндж с остальными крупными городами Калифорнии. Базировалась в основном аэропорту округа (в настоящее время — «Джон Уэйн») близ Санта-Аны.
После дерегулирования авиакомпаний стала выполнять полёты и в другие штаты на западном побережье, а в 1981 году была переименована в AirCal. В 1987 году была приобретена и поглощена American Airlines.

## Предыстория

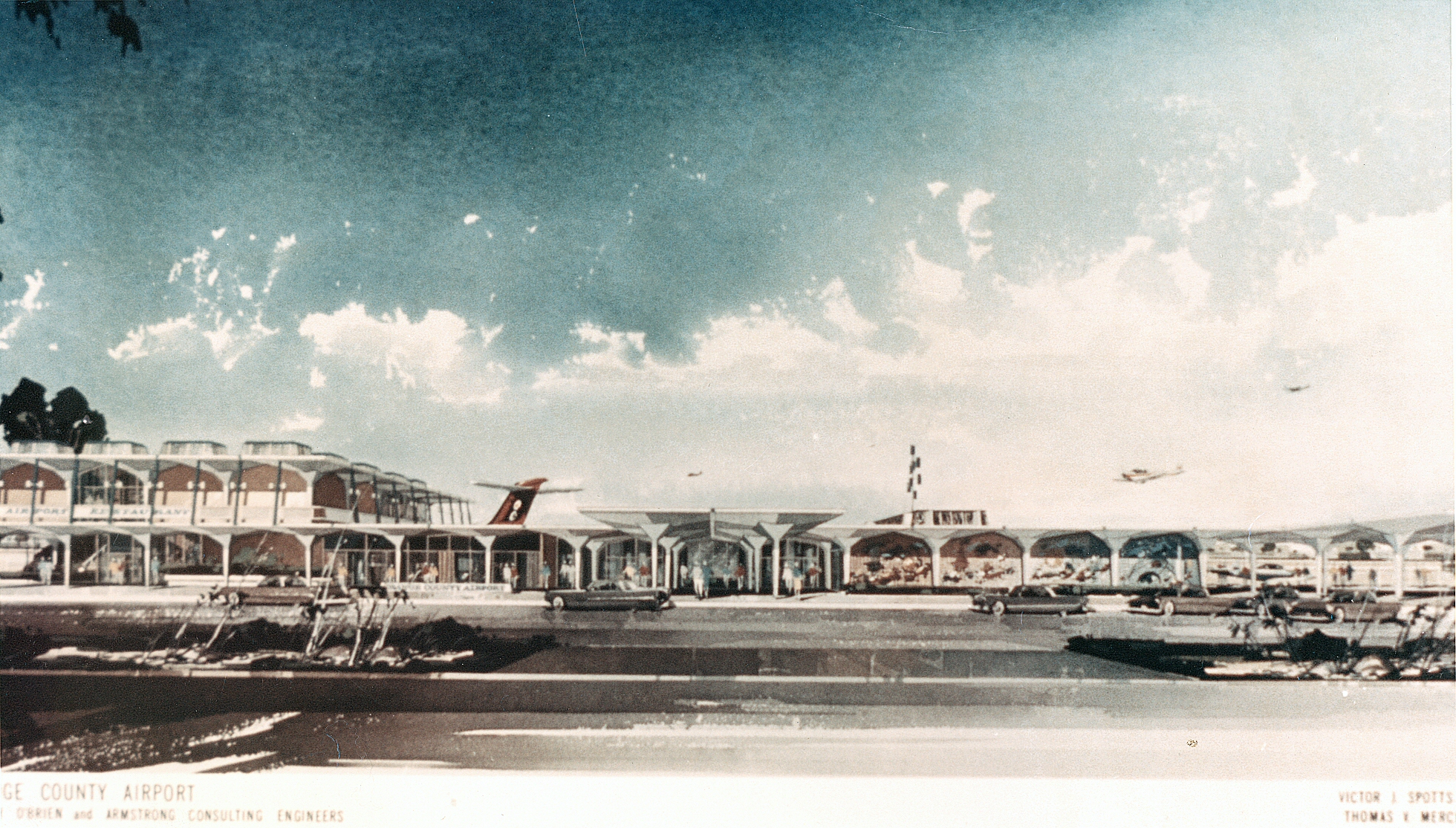
Аэропорт округа Ориндж в середине 1960-х. За зданием виден киль Douglas DC-9 компании Bonanza Air Lines

В декабре 1965 года в районе Корона-дель-Мэр города Ньюпорт-Бич (округ Ориндж, Калифорния) встретились пять бизнесменов (Марк Гейтс (англ. Mark Gates), Алан Кенисон (англ. Alan Kenison), Уильям Майерс (англ. William Myers), Уильям Перейра (англ. William Pereira) и Луд Реник (англ. Lud Renick)), которые обсудили вопрос о создании авиакомпании, выполнявшей рейсы из округа Ориндж в Сан-Франциско. Дело в том, что Ориндж, расположенный к югу от Лос-Анджелеса и являющийся самым маленьким округом штата, в то время был сельскохозяйственным районом с простирающимися на многие мили полями и апельсиновыми садами (отсюда и англ. Orange — Апельсин). И у него был только один аэропорт — аэропорт округа Ориндж, расположенный неподалёку от Санта-Аны, а также окружённый другими небольшими городами. И на 1965 год этот аэропорт использовала только одна авиакомпания — региональная Bonanza Air Lines, которая на самолётах Fairchild F-27 «Серебряный дротик» выполняла из него рейсы в Лос-Анджелес, Сан-Диего и Онтэрио. Но чтобы попасть в другой город, требовалось либо лететь с пересадкой на самолётах Bonanza, либо сперва добраться до расположенного в 40 милях к северу аэропорта Лос-Анджелес. И это притом, что близ аэропорта Оринджа располагаются такие знаменитые тематические парки, как Knott's Berry Farm и Диснейленд! Поэтому в такой ситуации бизнесмены приняли решение, что их родному округу необходима собственная авиакомпания.

## История

### Местный перевозчик

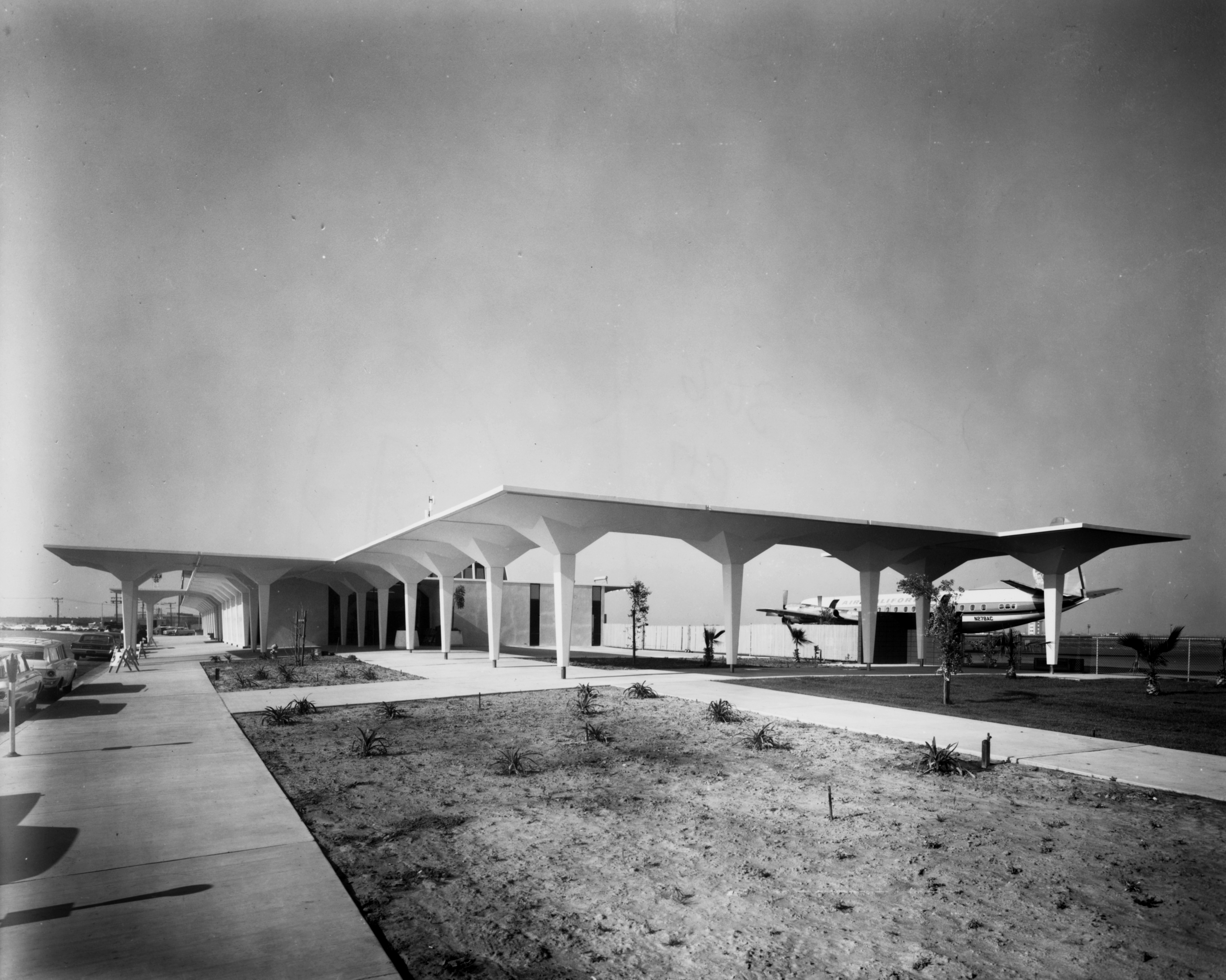
Аэропорт округа Ориндж в 1967 году. За зданием виден Lockheed L-188A Electra (борт N278AC) компании Air California

В апреле 1966 года созданная бизнесменами компания Air California подала заявку в Калифорнийскую комиссию по общественному обслуживанию на местные (внутри штата) воздушные перевозки, что и было одобрено в сентябре того же года. Тогда были приобретены два турбовинтовых самолёта Lockheed L-188 Electra, хорошо зарекомендовавших себя на маршрутах средней протяжённости, которые с 16 января 1967 года начали выполнять пять ежедневных рейсов из округа Ориндж в Сан-Франциско. К октябрю того же года были приобретены ещё две «Электры», после чего стали выполняться рейсы также в Окленд и Сан-Хосе.

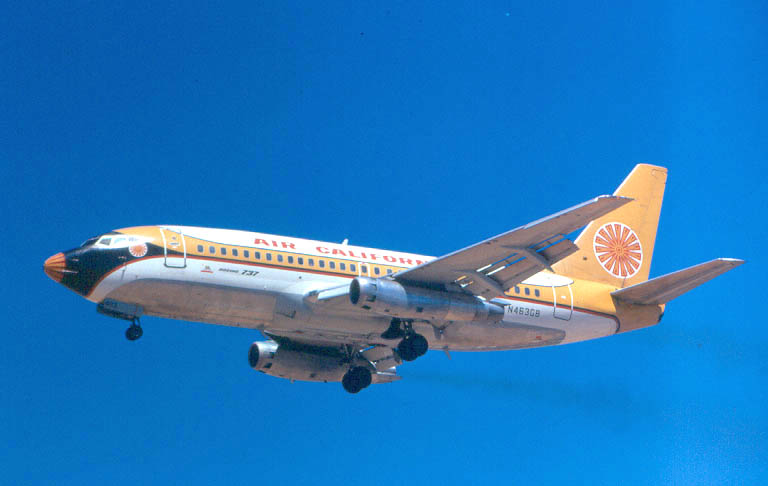
Boeing 737-293 компании Air California

Так как на воздушном маршруте «Лос-Анджелес — Сан-Франциско» в те годы уже активно летали реактивные авиалайнеры (например, Boeing 727 компании PSA), то для того, чтобы аэропорт округа Ориндж смог конкурировать с аэропортом Лос-Анджелеса, в марте 1968 года Air California взяла в лизинг у Continental Airlines два Douglas DC-9-14 (борты N8961 и N8962), которые стали выполнять рейсы из Санта-Аны в Сан-Франциско, тогда как «Электры» перевели на рейсы в два других города. Рост объёмов пассажирских перевозок однако привёл к тому, что уже осенью были взяты в лизинг 4 Boeing 737-200, в том числе изначально заказанные Pacific Air Lines, которая отказалась от них в связи с предстоящим образованием Air West. 7 октября 1968 года «Боинги» стали выполнять рейсы в Сан-Франциско вместо «Дугласов», а через пару недель уже летали дополнительно в Окленд, Сан-Хосе и Онтэрио. Через год «Эйр Калифорния» включила в сеть своих маршрутов и Палм-Спрингс.
В 1970 году бюджетная авиакомпания Pacific Southwest Airlines (PSA), которая являлась основным воздушным перевозчиком в Калифорнии, попыталась начать выполнять пассажирские рейсы в Санта-Ану, но столкнулась с тем, что выгодные маршруты туда оказались закреплены за Air California. Тогда PSA подала заявку о приобретении авиакомпании из Оринджа, чтобы после приобретения объединить её сеть маршрутов со своей. Однако этой сделке категорически воспротивились сами сотрудники Air California; против была и Калифорнийская комиссия по общественному обслуживанию, считавшая, что наличие двух операторов в данном регионе создаёт здоровую конкуренцию. В результате сделка так и не состоялась.
В том же году Air California приобрела с завода ещё один B737-200, увеличив флот последних до семи. С 1 ноября 1970 года реактивные рейсы из Санта-Аны начали выполняться дополнительно в Сан-Диего — штаб-квартиру лоукостера PSA, а через год уже и в Сакраменто — административный центр Калифорнии. Яркие самолёты всё чаще летали из Оринджа в разные концы Калифорнии; Air California сыграла решающую роль в привлечении бизнеса в данный округ, благодаря чему сельские поля стали постепенно сменяться офисными зданиями, а это в свою очередь ещё больше увеличивало число пассажиров на маршрутах. Уже в 1972 году авиакомпания перевезла своего миллионного пассажира. В 1975 году прекратила существование Holiday Airlines, которая базировалась в Саут-Лейк-Тахо, что на берегу озера Тахо — популярного курорта в живописном Сьерра-Невада. И Air California не упустила свой шанс, при этом так как аэропорт на озере не был способен принимать реактивные лайнеры, то компания была вынуждена использовать уже устаревшие Lockheed Electra, которые с февраля 1975 года выполняли рейсы из Лейк-Тахо в Сан-Франциско, Сан Хосе, Окленд и, естественно, Санта-Ану. Большой объём перевозок на этих маршрутах привёл к тому, что в апреле флот пополнился ещё одной «Электрой», а в сентябре 1975 года компания и вовсе выкупила сертификат обанкротившейся Holiday Airlines. Примерно в середине 1970-х годов изменилась и ливрея самолётов, став более яркой.

### Переход к свободному рынку
Когда в 1978 году правительством был издан Закон о дерегулировании авиакомпаний, а следом Совет по гражданской авиации (CAB) снял ограничения по закреплению маршрутов только за определёнными перевозчиками, Air California запросила разрешение выполнять полёты в Неваду, то есть за пределы своего штата (согласно закону, дерегулирование пассажирских перевозок официально произошло только с 1 января 1980 года). Также в 1978 году компания приобрела дополнительно два B737 и стала выполнять полёты во Фресно и Монтерей; после получения одобрения от CAB, «Эйр Калифорния» стала с января 1979 года выполнять полёты в Рино, а с сентября того же года — в Лас-Вегас (оба в штате Невада). В 1979 году был сделан заказ сразу на 7 новых лайнеров McDonnell Douglas MD-81 и MD-82 (борты N475AC — N481AC), которые являлись дальнейшим развитием DC-9, но имели большую пассажировместимость, что позволяло снизить себестоимость перевозок, а также на них были применены более тихие двигатели, что к тому времени было уже достаточно актуально при полётах в аэропорт округа Ориндж. В конце 1970-х годов Air California также стала выполнять отдельные чартерные рейсы в Мексику, тем самым выйдя и на международные маршруты.
В начале 1980-х из флота были убраны все три эксплуатировавшиеся на тот момент Lockheed Electra, так как к тому времени значительно возросли расходы на их техническое содержание, хотя это и привело к прекращению полётов на озеро Тахо. Теперь воздушный флот «Эйр Калифорнии» состоял только из реактивных воздушных судов. 24 марта 1980 года авиакомпания стала выполнять полёты в Портленд (Орегон), из которого лайнеры летали в Рино, Окленд и Сан-Хосе; тем самым Air California стала обслуживать и Тихоокеанский северо-запад. 15 июля 1980 года к сети маршрутов был присоединён последний крупный город Южной Калифорнии — Лос-Анджелес, откуда прежде всего стали выполняться полёты во Фресно и Монтерей — после дерегулирования авиационной отрасли эти два калифорнийских города игнорировались крупными авиакомпаниями, которые считали их фактически второстепенными. Стоит отметить, что начав выполнять полёты в Лос-Анджелес, компания нанесла сильный удар своему главному врагу — лоукостеру PSA; у самой PSA на тот момент были проблемы с профсоюзом пилотов по некоторым вопросам, но после их урегулирования она в свою очередь в 1981 году начала выполнять полёты в аэропорт округа Ориндж — основную базу «Эйр Калифорнии».
К концу 1980 года Air California перевезла уже 3 миллиона пассажиров, заработав 159 миллионов долларов, на основании чего Совет по гражданской авиации стал квалифицировать компанию уже как национального перевозчика.

### Альянс AirCal
В 1981 году корпорация Westgate-California Corporation, которая фактически являлась собственником Air California, из-за многочисленных долгов начала процедуру банкротства. И тут калифорнийской авиакомпанией заинтересовалась авиакомпания из Флориды — Air Florida, которая на тот момент благодаря грамотному руководству всего за два с небольшим года из небольшого местного авиаперевозчика смогла стать крупным международным, а её флот состоял уже из нескольких десятков лайнеров, в том числе и широкофюзеляжных. В январе 1981 года Air Florida стала вести переговоры с инвесторами о приобретении Air California, при этом поначалу сумма сделки составляла 15,4 миллионов долларов плюс 3 миллиона долларов акционерам, а 15 января CAB одобрил эту сделку. Однако двое инвесторов из округа Ориндж — Уильям Лайон (англ. William Lyon) и Джордж Аргирос, — постарались заблокировать данную сделку, для чего создали корпорацию Aircal Investments и попытались уже от неё приобрести «Эйр Калифорнию». На это «Эйр Флорида» стала предлагать за пакет акций сумму в 47,5 миллионов долларов, тогда как Aircal предлагала 34,9 миллиона долларов. Однако в итоге 2 апреля 1981 года последняя всё же смогла приобрести авиакомпанию.
После появления нового собственника Air California сменила имя на AirCal, так как она уже выполняла полёты не только внутри Калифорнии, но и в другие штаты. Также был выполнен ребрендинг для привлечения пассажиров, в результате которого сменилась ливрея самолётов: новый окрас получил наименование «Калифорнийский рассвет» (англ. California sunrise). А 15 мая того же года на маршрутах стали работать новые авиалайнеры — MD-80. К концу 1981 года рейсы начали выполняться уже в Сиэтл (Вашингтон) и Финикс (Аризона), а всего по сравнению с предыдущим годом было перевезено на 15 % больше пассажиров, из-за чего компания даже была вынуждена взять в аренду у Aer Lingus и Aloha Airlines два Boeing 737.
Однако в 1982 году AirCal столкнулась с финансовыми проблемами, из-за чего была вынуждена прекратить полёты в Лас-Вегас, Монтерей, Финикс и Фресно, а из флота убрать четыре B737. Для привлечения пассажиров были начаты агрессивные маркетинговая и рекламная кампании, а также для оптимизации управления пересмотрена сеть маршрутов, но несмотря на данные меры впервые с 1972 года компания закончила год с убытком. Тогда в 1983 году был сделан упор на увеличение числа рейсов в Южной Калифорнии, несмотря на жёсткую конкуренцию в данном регионе, в том числе начали выполняться рейсы по «Калифорнийскому коридору» — «Лос-Анджелес — Сан-Франциско». Так как к тому году аэропорт Лейк-Тахо отменил запрет на приём реактивных самолётов, AirCal стала выполнять полёты в него из Окленда, Сан-Франциско и Сан-Хосе, при этом на данных маршрутах использовались MD-80. В декабре был заключён договор с Muse Air на стыковочные рейсы из Сан-Франциско в Техас и за его пределы, что позволило увеличить присутствие «ЭйрКал» на юго-западе и в Техасе. На конец 1983 года флот авиакомпании состоял из четырнадцати Boeing 737-200 и семи McDonnell Douglas MD-80, при этом ежедневно совершалось более двухсот рейсов между 13 городами.

### Появление лайнеров нового поколения
В 1984 году был сделан заказ на 14 самолётов Boeing 737-300 нового поколения с опционом ещё на 11. Самолёты семейства «Classic» по сравнению с «Original» должны были быть более экономичны, а также тише; в перспективе они должны были заменить MD-80, а на период ожидания их поставок для скорейшего увеличения флота были арендованы пять 737-200. Всего за 1984 год, по сравнению с 1983, компания перевезла на 12 % больше пассажиров, благодаря чему даже смогла закончить год с небольшой прибылью. Первый 737-300 поступил 1 февраля 1985 года и стал выполнять рейсы между Лос-Анджелесом, Сан-Франциско, Санта-Аной, а позже в Портленд и Сиэтл. 1 июня того же года компания стала впервые выполнять регулярные международные рейсы — из Ванкувера (Канада) в Сан-Хосе (Калифорния). В 1986 году объём перевозок продолжал расти, а AirCal прилагала усилия по расширению сети маршрутов, в том числе начав выполнять рейсы из Сан-Хосе и Санта-Аны в Сан-Диего, где располагалась штаб квартира PSA. В мае того же года уже стали выполняться рейсы из Сиэтла в Анкоридж (Аляска), при этом на данном маршруте калифорнийская компания вступила в конкуренцию с Alaska Airlines и Western Airlines. 1 июля 1986 года 737-300 стал выполнять беспересадочные рейсы из округа Ориндж в Чикаго (Иллинойс).

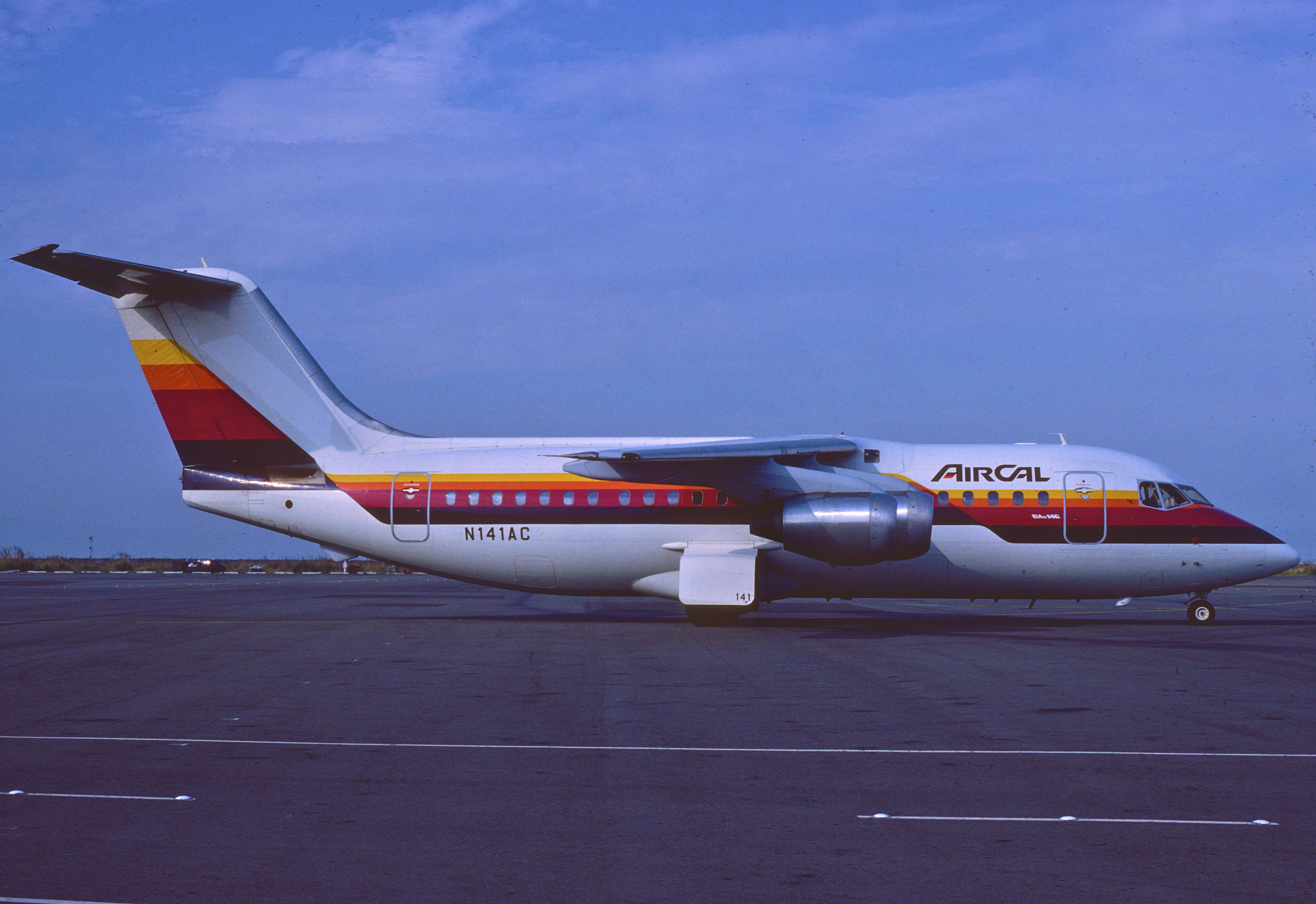
BAe 146—200 компании AirCal

Далее компания намеревалась увеличить число рейсов из Оринджа в города Калифорнийского залива, но тут она столкнулась с проблемой, которую фактически сама и создала. Дело в том, что благодаря большому числу рейсов, а следовательно и привлечению бизнеса в регион, аэропорт округа Ориндж уже не был тем второстепенным аэродромом, каким он являлся 20 лет назад. Теперь вместо полей вокруг располагались престижные районы с бизнес-центрами и элитным жильём. И в таких условиях аэропорт был вынужден ввести ограничения по шуму, а значит старые лайнеры уже не могли как раньше день и ночь выполнять рейсы в округ Ориндж или из него. Требовалась замена воздушного флота на более тихий и тогда AirCal обратила внимание на набирающий популярность British Aerospace BAe 146, имевший прозвище «Шепчущий лайнер» (англ. Whisperjet) и который уже с 1984 года эксплуатировала Pacific Southwest Airlines. Дабы не уступать своему основному противнику в Калифорнии, а также увеличить своё присутствие в аэропорту Оринджа, AirCal в начале 1986 года заказала шесть 85-местных BAe 146—200 (борты N141AC, N142AC, N144AC — N146AC, N148AC), которые начали поступать с 3 марта того же года. Новые самолёты сперва стали выполнять рейсы из округа Ориндж в Сан-Диего, а позже в Бербанк, Сакраменто и Сан-Хосе.
К концу 1986 года лайнеры компании выполняли в день более трёхсот рейсов между 16 городами Калифорнии, Орегона, Вашингтона, Аляски, Иллинойса и Невады. Рост пассажирских перевозок при этом продолжал расти, из-за чего приходилось у различных авиакомпаний или лизинговых агентств брать в аренду лайнеры Boeing 737-200. Заглядывая в будущее, руководство AirCal уже всерьёз задумалось о приобретении узкофюзеляжного двухдвигательного Boeing 757 для выполнения трансконтинентальных рейсов, в связи с чем даже стала вести переговоры с руководством своего базового аэропорта по этому вопросу (осенью 1987 года аэропорт округа Ориндж всё-таки дал разрешение на приём самолётов типа B757). В компании даже начали мечтать, что скоро её самолёты будут летать в Монреаль (Канада), Бостон, Нью-Йорк (аэропорт Ла-Гуардиа) и Вашингтон (округ Колумбия). Однако все эти мечты нарушила конкуренция между крупными авиакомпаниями.

### American Airlines

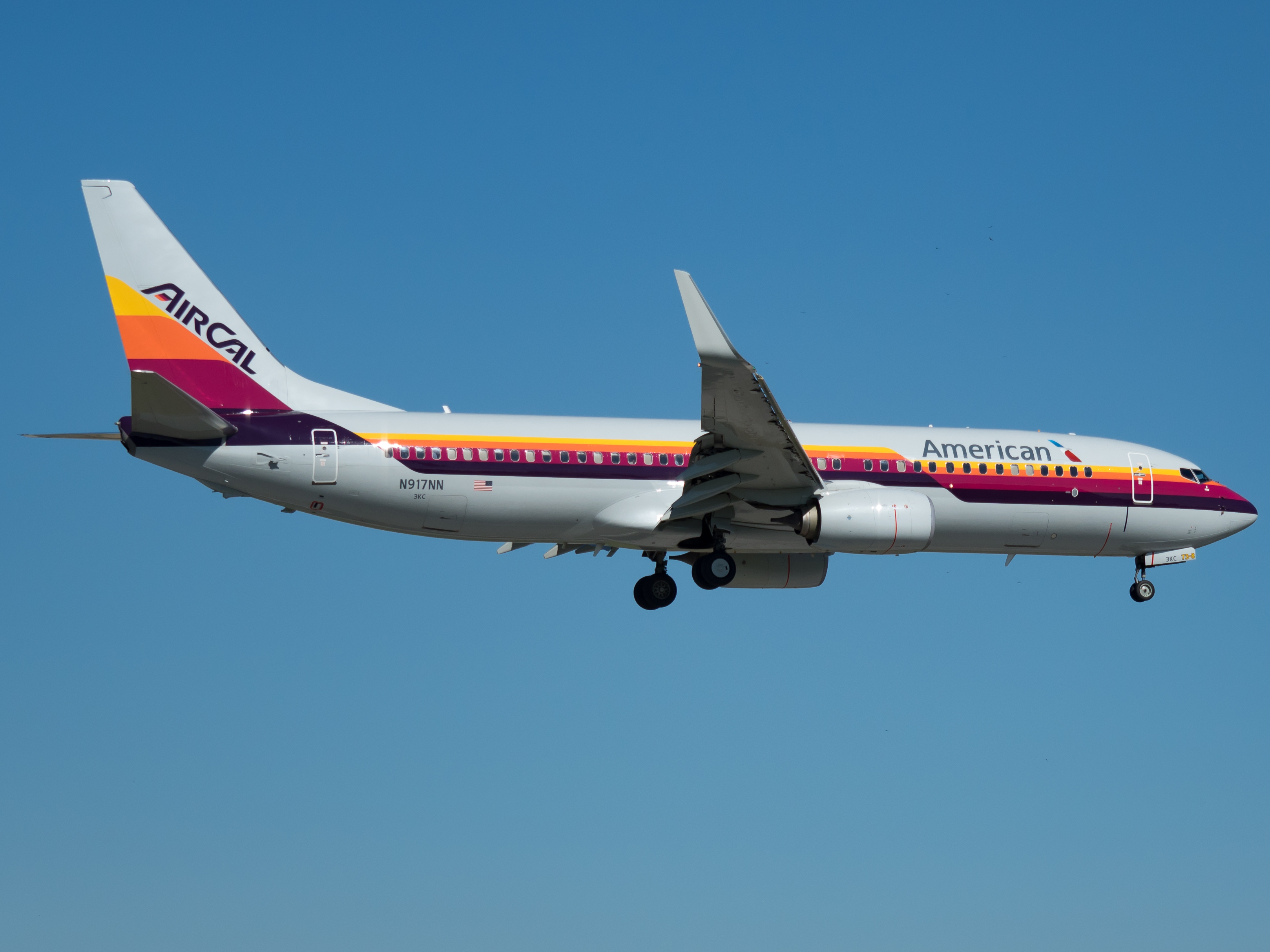
Boeing 737-823 компании American Airlines в ретро-ливрее AirCal (2016 год)

В первой половине 1980-х годов американские магистральные перевозчики имели крупный флот больших авиалайнеров, в том числе широкофюзеляжных, которые были рассчитаны на перевозку двух-трёх сотен человек. Однако когда в американской авиации наступила эпоха свободного рынка и переход к системе хабов, «магистралы» столкнулись с проблемой: чтобы трансконтинентальные или трансокеанские рейсы приносили прибыль, большие авиалайнеры было необходимо наполнить пассажирами, для чего часто требовалось создать перевозки между их (компаний) узловым аэропортом и соседними второстепенными, иначе пассажиры из тех меньших аэропортов могли попасть в чужой узловой аэропорт и их перевезёт другой перевозчик. Но беда была в том, что для создания региональных перевозок между главными аэропортами и второстепенными требовался флот региональных самолётов, которого у магистральных перевозчиков как раз таки и не было, тогда как острая конкуренция требовала скорейшего решения данной проблемы; повторять судьбу Braniff Airways, которая входила в десятку крупнейших авиакомпаний мира, но уже в 1982 году обанкротилась, никто не хотел. Зато в стране насчитывались десятки авиакомпаний с подходящим флотом региональных самолётов и уже имеющейся обширной сетью маршрутов. И в охоте за этими «регионалами» среди «магистралов» развернулась борьба.
Калифорния с её популярными курортами была «лакомым кусочком» для перевозчиков, поэтому многие уже работающие в ней авиакомпании стали интересовать остальных, более крупных. Не стала исключением и AirCal, которую сперва попыталась купить USAir, а затем и Continental Airlines. Последняя была особенно заинтересована в сделке, так как на западном побережье у неё фактически не было никаких региональных рейсов, а попытка создать дочернюю авиакомпанию Continental West, которая выполняла рейсы между Лос-Анджелесом, Сиэтлом и Сан-Хосе, обернулась полным фиаско, так как последняя проработала меньше года. Когда об этих переговорах узнали в American Airlines, её директор Роберт Крэндол сразу заявил: Нам необходимо немедленно оказаться на Западном побережье (англ. We need an immediate presence on the West Coast); после этого в ноябре 1986 года American Airlines также предложила AirCal сделку о слиянии, предложив сумму в 225 миллионов долларов, на что последняя ответила согласием.
После урегулирования всех вопросов, 30 апреля 1987 года холдинг AMR Corporation (материнская компания American Airlines) приобрёл калифорнийского перевозчика. Примечательно, что когда об этом узнали в Pacific Southwest Airlines, то в тот же день руководство последней согласилось на сделку с компанией USAir. В том же году AirCal присоединила к сети своих маршрутов 17-й город — Лонг-Бич (Калифорния). 1 июля 1987 года процесс слияния «Америкэн Эйрлайнс» и «ЭйрКал» был полностью завершён, после чего последняя прекратила существование.

## Направления
Согласно расписанию от 1 мая 1987 года, то есть незадолго до слияния с American Airlines, компания AirCal выполняла полёты в следующие города:
- Анкоридж (Аляска)
- Бербанк (Калифорния)
- Лонг-Бич (Калифорния)
- Лос-Анджелес (Калифорния)
- Окленд (Калифорния)
- Округ Ориндж (Калифорния)
- Онтэрио (Калифорния)
- Портленд (Орегон)
- Рино (Невада)
- Сакраменто (Калифорния)
- Сан-Диего (Калифорния)
- Сан-Франциско (Калифорния)
- Сан-Хосе (Калифорния)
- Саут-Лейк-Тахо (Калифорния)
- Сиэтл (Вашингтон)
- Чикаго, О’Хара (Иллинойс)
- Ванкувер (Британская Колумбия, Канада)

## Происшествия

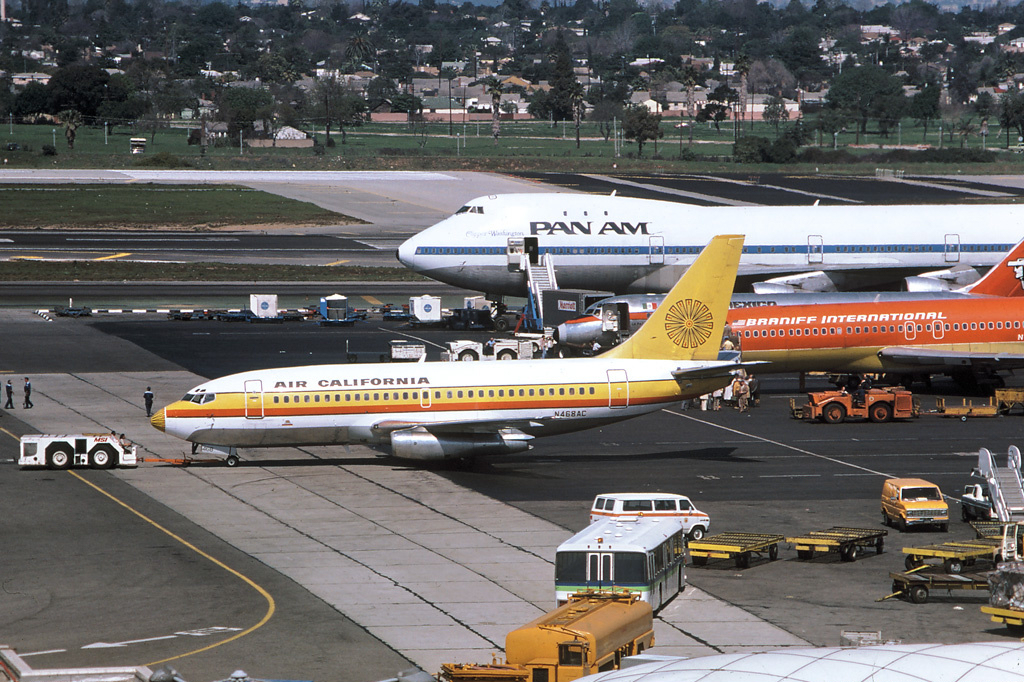
B737-293 борт N468AC за год до аварии

17 февраля 1981 года — самолёт Boeing 737-293 борт N468AC выполнял рейс 336 из Сан-Хосе в округ Ориндж. Был уже вечер, когда лайнер выполнял заход на посадку на полосу «19 правая», когда диспетчер дал рейсу 931 также компании AirCal разрешение на взлёт, причём также с полосы «19 правая». Затем осознав опасность ситуации, диспетчер приказал рейсу 931 прервать взлёт, а рейсу 336 — уходить на второй круг. Экипаж рейса 931 выполнил указание, тогда как экипаж рейса 336 — не полностью, в результате чего лайнер с убранными шасси приземлился на ВПП на расстоянии около 900 футов (275 м) от её порога, затем проскользил по грунту ещё 1170 футов (360 метров) и остановился на 115 футов (35 м) правее центральной линии. В результате происшествия у «Боинга» отделились оба двигателя, а фюзеляж разломился пополам. Из находившихся на борту 105 пассажиров и 5 членов экипажа были ранены 4, но никто не погиб. Виновником аварии был назван лётный экипаж, который не смог грамотно выполнить уход на второй круг.